# Château du Grand-Blottereau
Le château du Grand-Blottereau est un château situé à Nantes, dans le quartier Doulon - Bottière, en France.

## Localisation
Le château se trouve dans la partie ouest du parc du Grand-Blottereau. Sa grille d'entrée principale donne sur le boulevard Auguste-Péneau. Après avoir franchi celle-ci, on parcourt une allée de 200 mètres de longueur qui permet d'accéder à la cour d'honneur agrémentée de jardins à la française, dont l'ensemble est entouré de fossés, et qui bordent la façade nord de l'édifice.
Les façades et toitures du château, le décor intérieur des pièces du rez-de-chaussée, ainsi que la grille d'entrée sont classés monuments historiques par arrêté du 4 octobre 1966.

## Histoire
Le château du Grand-Blottereau est construit au XVIIIe siècle, entre 1742 et 1747, pour le compte du richissime armateur négrier Gabriel Michel, directeur de la Compagnie des Indes, qui venait d'acheter en 1741 la seigneurie à Louis Christophe Juchault pour la somme de 90 000 livres. 
Si l'auteur des plans nous est inconnu faute de traces écrites, ils furent très probablement attribués à tort à l'architecte parisien Jean-Baptiste Ceineray. Celui-ci était néanmoins trop jeune pour conduire un tel projet dans son intégralité, de la conception à la construction, puisqu'il était âgé de seulement 20 ans l'année où débutèrent les travaux. Jacques V Gabriel est également cité puisqu'il fut l'auteur des plans de l'hôtel Gabriel, hôtel des ventes de la Compagnie des Indes à Lorient, dont la ressemblance avec le château est frappante. L'architecte Gabriel étant mort en 1742, l'année même du commencement des travaux, Ceineray, son élève à l'Académie royale d'architecture, aurait pu être néanmoins désigné pour assurer le suivi du chantier. Le nom de l'architecte nantais Germain Boffrand est aussi évoqué. Ce dernier, ancien collaborateur de Jules Hardouin-Mansart et successeur de Jacques V Gabriel à l'Académie d'architecture, qui fit une bonne partie de sa carrière à Paris et en Lorraine, contribua à introduire en France, le style rocaille donc le château est l'un des seuls exemples dans la région nantaise. Or Gabriel Michel fut justement gentilhomme de la chambre du roi Stanislas Leszczynski, duc de Lorraine et de Bar durant la même période. Originaires de la même ville les deux hommes auraient pu se lier d'amitié à ce moment-là.
Le 22 août 1762, Gabriel Michel, accaparé par ses affaires qui le retiennent à Paris, vend pour 160 000 livres son domaine du Grand-Blottereau et tous les biens bien qu'il possède à Doulon à Guillaume Seigne, négociant, dont la famille est aussi présente dans les forges du pays de Châteaubriant. En échange, Gabriel Michel acquiert le château de Champs-sur-Marne et divers domaines autour de la capitale. Au Grand-Blottereau, Seigne fera construire, probablement peu après son acquisition, les vastes communs qui se trouve à l'ouest du château dans l'axe de la cour d'honneur.
En 1823, à la suite de successions, il appartient à Catherine Budan du Vivier, épouse de Jean-Augustin-Joseph Sioc'han de Kersabiec, maire de Doulon sous le Premier Empire, qui vend le château et le parc attenant à Louis-George Law de Lauriston (1773-1834) pour 110 000 francs.
En 1835, Thomas Dobrée achète le domaine qu'il offre un an plus tard à celle qui est devenue son épouse Jane Wilhelmine Walsh. En 1848, la Compagnie des chemins de fer d'Orléans ampute la propriété au sud en la privant de sa vue imprenable sur la Loire au grand dam de Dobrée, ceci afin d'y construire la ligne de Tours à Saint-Nazaire qui passe à environ 200 mètres du château et sera inauguré en 1851. Cet inconvénient aura pour conséquence le fait que le Grand-Blottereau ne sera pas retenue pour servir comme éventuelle résidence impériale pour Napoléon III, lors de ses visites à Nantes pressentit pour devenir « ville impériale ».
Décédé sans héritier en 1895, Thomas Dobrée avait désigné comme légataire, Hippolyte Durand-Gasselin (1839-1929), industriel et banquier, fils de l'architecte homonyme (1806-1888). En 1902, M. Meunier directeur de l'École supérieure de commerce de Nantes, en accord avec la ville, et selon le souhait d'Hippolyte Durand-Gasselin, fait construire une serre tropicale placée sous la responsabilité de la chaire d'agronomie coloniale de l'école. En 1905, Durand-Gasselin fait don à la ville de Nantes, du château et de son parc, moyennant l'obligation d'y créer un jardin exotique et un musée colonial, il souhaite aussi que la parc soit ouvert au public et exige que le château ne serve jamais « d'habitation même momentanée ou passagère pour qui que ce soit » (ce dernier point se sera d'ailleurs pas respecté par la suite). Cependant, l'installation du musée au premier étage du château, se révèle vite être une solution inadaptée puisqu'elle entraine une détérioration rapide des parquets et boiseries. On transfère alors en 1909 les collections concernant les sciences naturelles dans les locaux de l'École de commerce situés rue Voltaire occupés depuis par le muséum d'histoire naturelle.  
En 1917, l'armée américaine y installe un hôpital militaire durant la Première Guerre mondiale. Le 8 février de cette même année, un incendie détruit totalement la charpente du château, le ministère de la Guerre, la ville de Nantes et les assurances se rejettent la responsabilité du sinistre durant trois ans. Puis, lors de la Seconde Guerre mondiale, le Grand-Blottereau héberge deux compagnies britanniques (une anglaise, une écossaise), avant que les Allemands ne le réquisitionnent durant l'occupation et n'y construisent un blockhaus à proximité de l'édifice.
Au lendemain de la guerre, en 1945, le Grand-Blottereau abrite une « maison de l'Enfance » gérée par une association créée pour venir en aide aux enfants orphelins, dont les parents ont été fusillés, massacrés ou sont morts en déportation. Pas moins de quatre dortoirs, un réfectoire, une infirmerie, une cuisine et une salle de jeux (dans la chapelle) seront aménagés dans le différentes salles du château. 250 enfants y séjourneront durant les seize années qui suivront.
Déserté à l'été 1961 après la fermeture de la « maison de l'Enfance », le château menace de tomber en ruine lorsque d'importants travaux de sauvegarde sont entrepris entre 1988 à 1993 (mise hors d’eau du bâtiment, ainsi que la réfection des façades nord du corps principal, des galeries et des pavillons Ouest et Est).
Néanmoins, aucuns travaux n'ont été effectués à l'intérieur du bâtiment qui reste de nos jours toujours fermé au public en attendant que la municipalité ait décidé de sa nouvelle affectation.

## Architecture

### Aspect extérieur
Le château se présente sous la forme d'un corps de logis principal s'élevant sur deux niveaux coiffé d'une haute toiture en ardoise à quatre pentes. Le bâtiment central est encadré symétriquement des deux côtés par une galerie à claire-voie formée de trois arcades, menant à un pavillon en retour d'équerre (celui qui est situé à l'est abrite la chapelle tandis qu'à l'opposé se trouvent les cuisines et les chambres des domestiques). L'ensemble de la construction est érigé en pierre de Chauvigny et en tuffeau reposant sur un soubassement en granit.
Les façades nord et sud du corps de logis principal sont identiques :
- le rez-de-chaussée est constitué d'une porte à deux vantaux à laquelle on accède par un perron (carré et comportant trois marches au nord, demi-polygone de sept marches avec rampe en pierre au sud). Chaque porte est encadrée de trois fenêtres de chaque côté, lesquelles sont surmontées en clef de baie par des mascarons  représentant des personnages ;
- au premier étage, sept fenêtres plus petites que celles du rez-de-chaussée également surmontées de mascarons représentant cette fois des coquillages et des fleurs de lotus.

Les façades latérales ouest et est du corps de logis principal sont légèrement différentes l'une de l'autre :
- à l'ouest, sur quatre fenêtres du rez-de-chaussée l'une est aveugle, tandis qu'à l'étage trois des cinq fenêtres le sont ;
- à l'est, l'aspect des fenêtres du rez-de-chaussée est identique, tandis qu'à l'étage on ne compte qu'une fenêtre aveugle sur cinq.

### Intérieur
Pour des raisons de sécurité, le bâtiment est fermé au public.
Au rez-de-Chaussée, on pénètre dans la demeure du côté nord, depuis la cour d'honneur, par un vaste vestibule pavé de marbre gris. Des deux côtés on trouve un couloir débouchant sur les galeries à arcades. Le couloir ouest abrite l'escalier d'honneur suspendu et voutés en pierre. Au sud du vestibule, on accède à salon de compagnie donnant sur les jardins, lequel est encadré par deux chambres.
À l'étage, l'escalier d'honneur débouche sur le « grand salon » qui se trouve au-dessus de l'espace occupé par le vestibule et le salon de compagnie. C'est la seule pièce du corps de logis principal donnant à la fois sur la cour d'honneur et les jardins. Hormis l'escalier qui occupe l'angle nord-ouest, les trois autres angles de l'étage sont occupés par trois chambres.

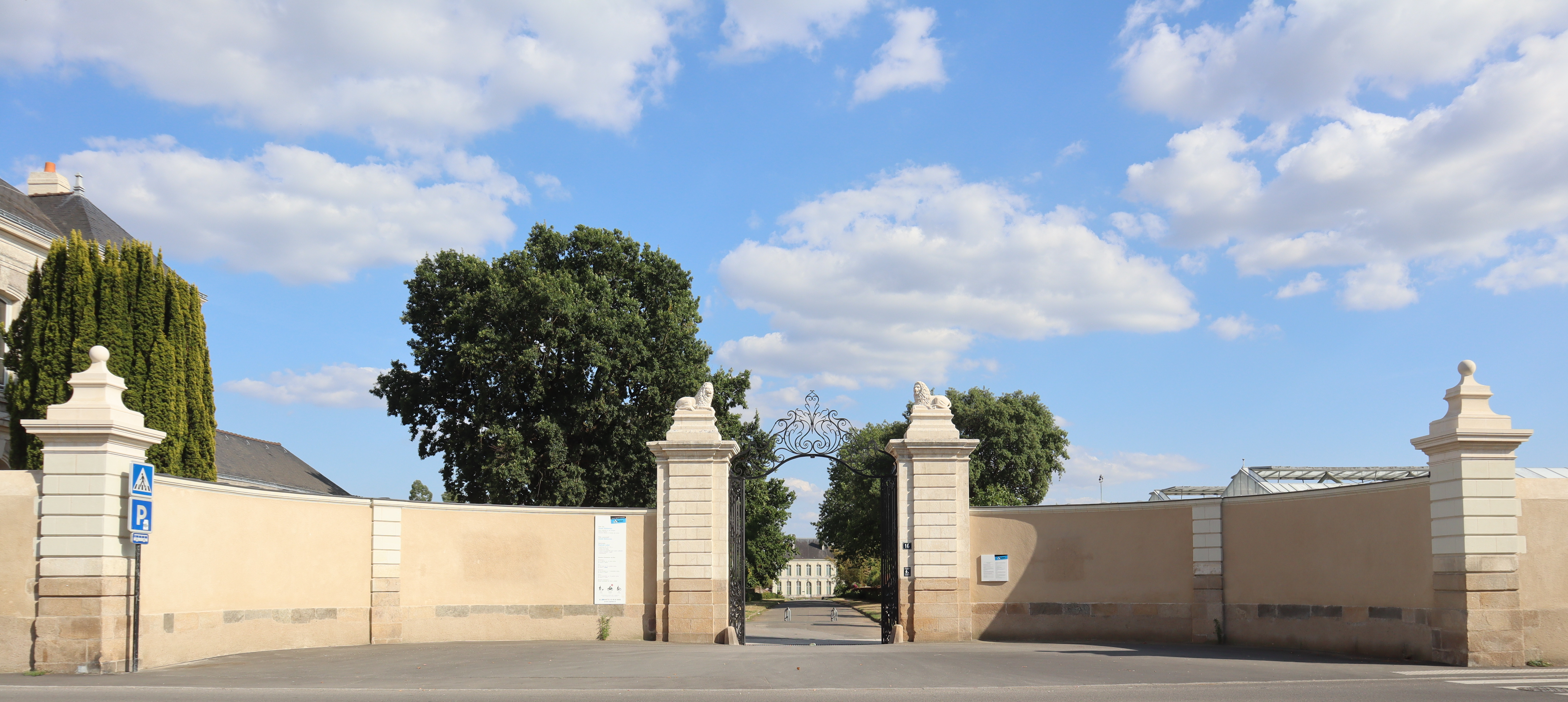
Entrée principale et mur de clôture
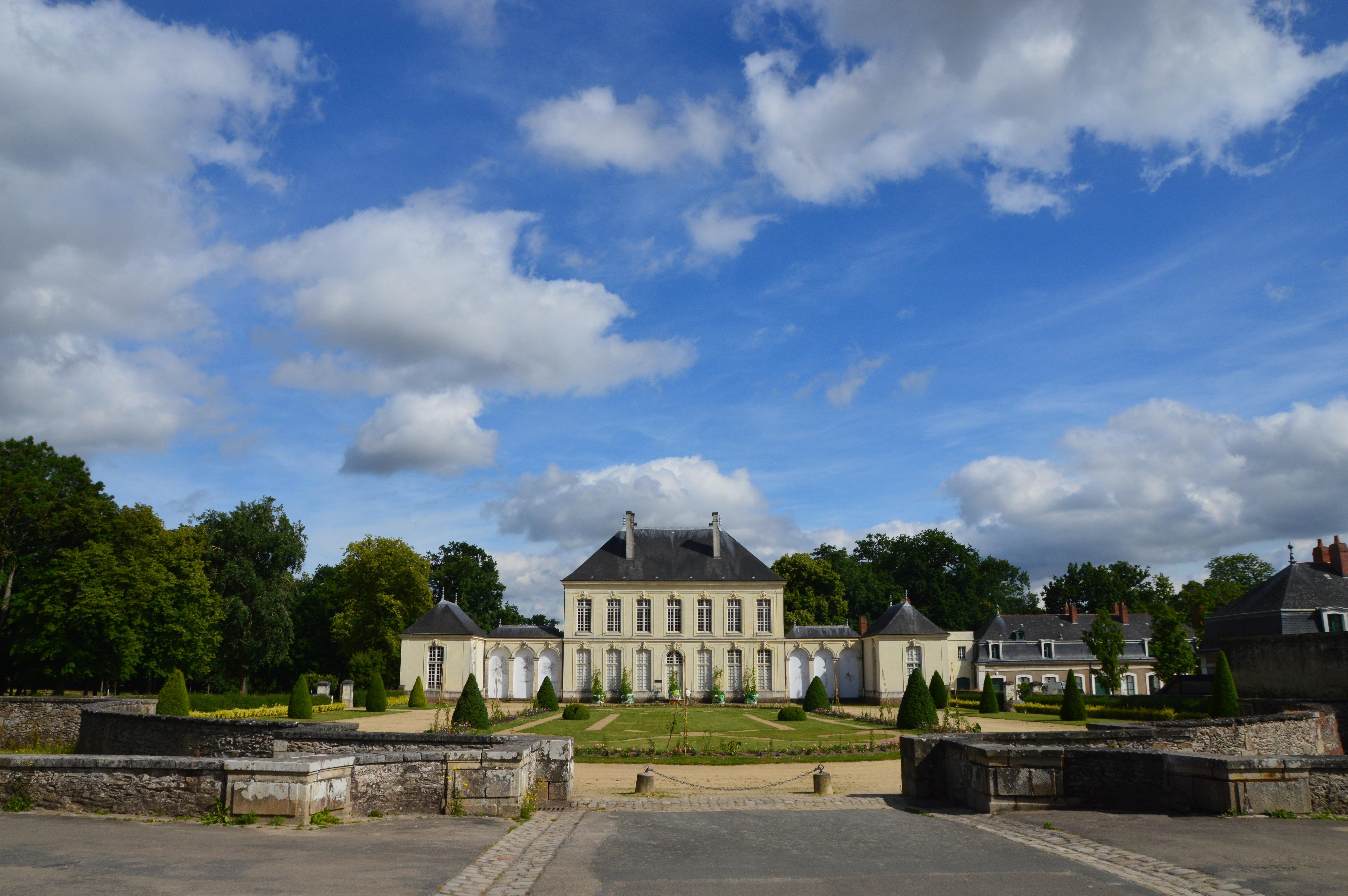
Vue du château
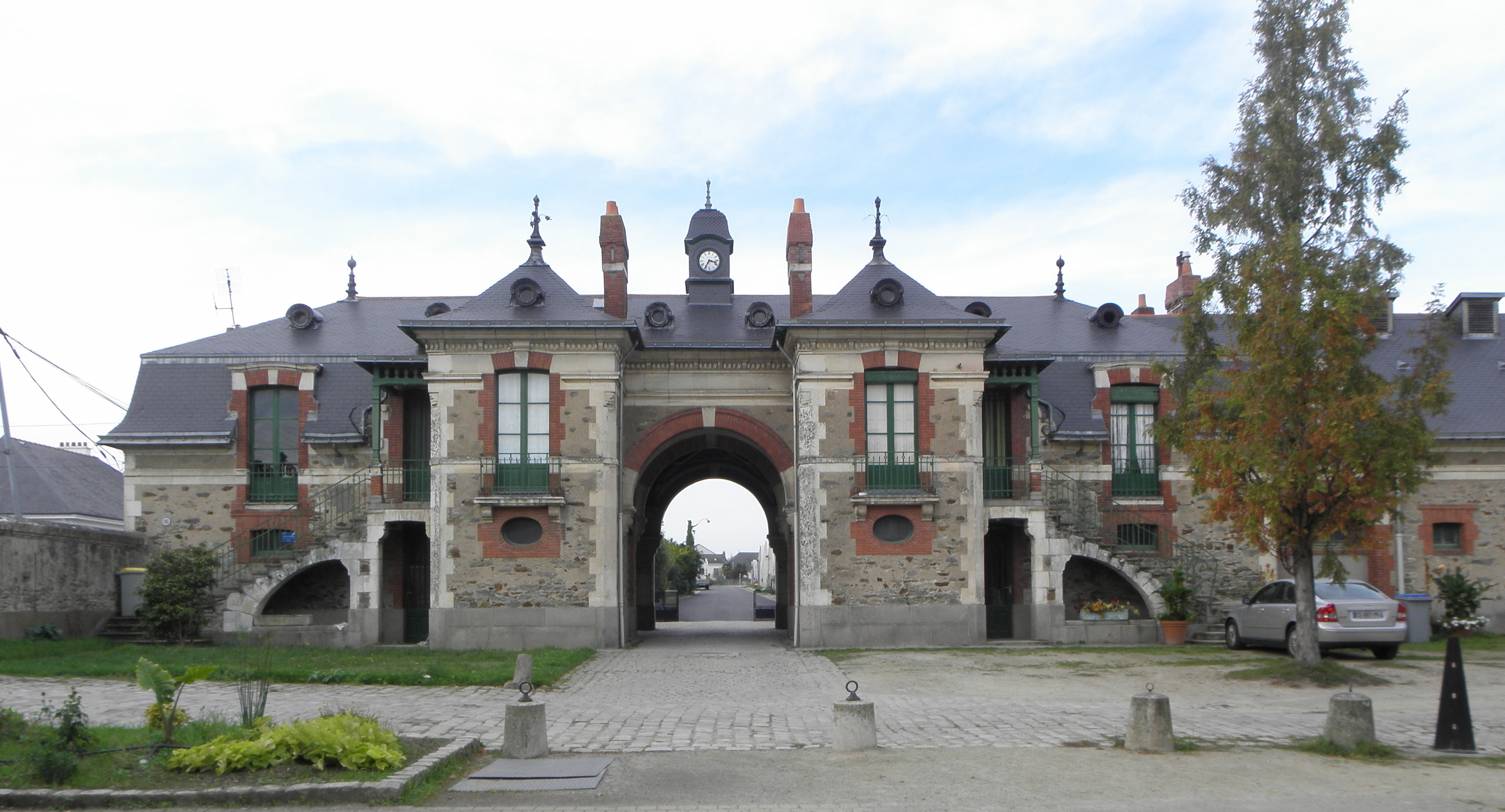
Communs
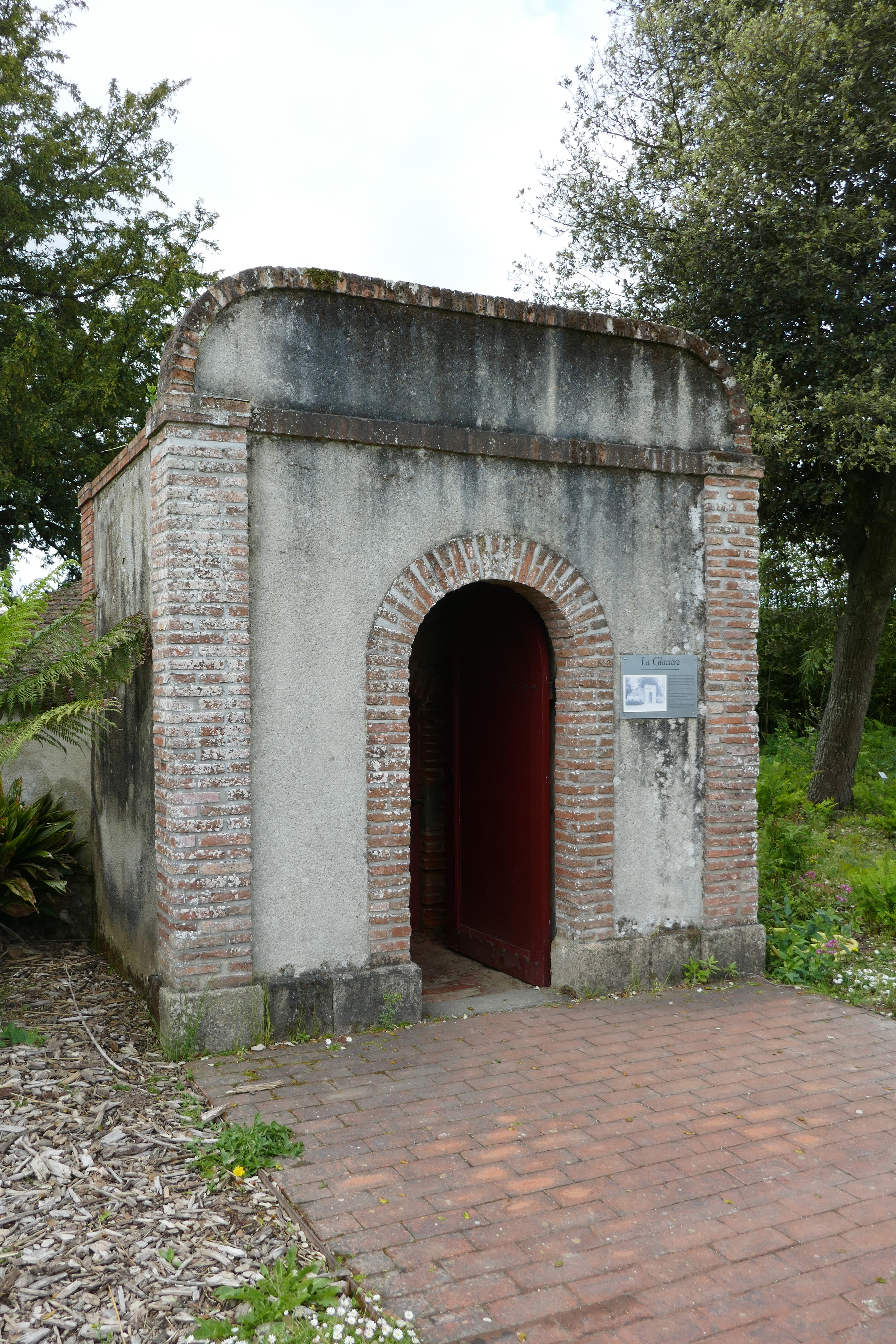
La Glacière

## Sources
- Cet article est partiellement ou en totalité issu de l'article intitulé « Parc du Grand-Blottereau » (voir la liste des auteurs).